# ワイン (ウォンバット)

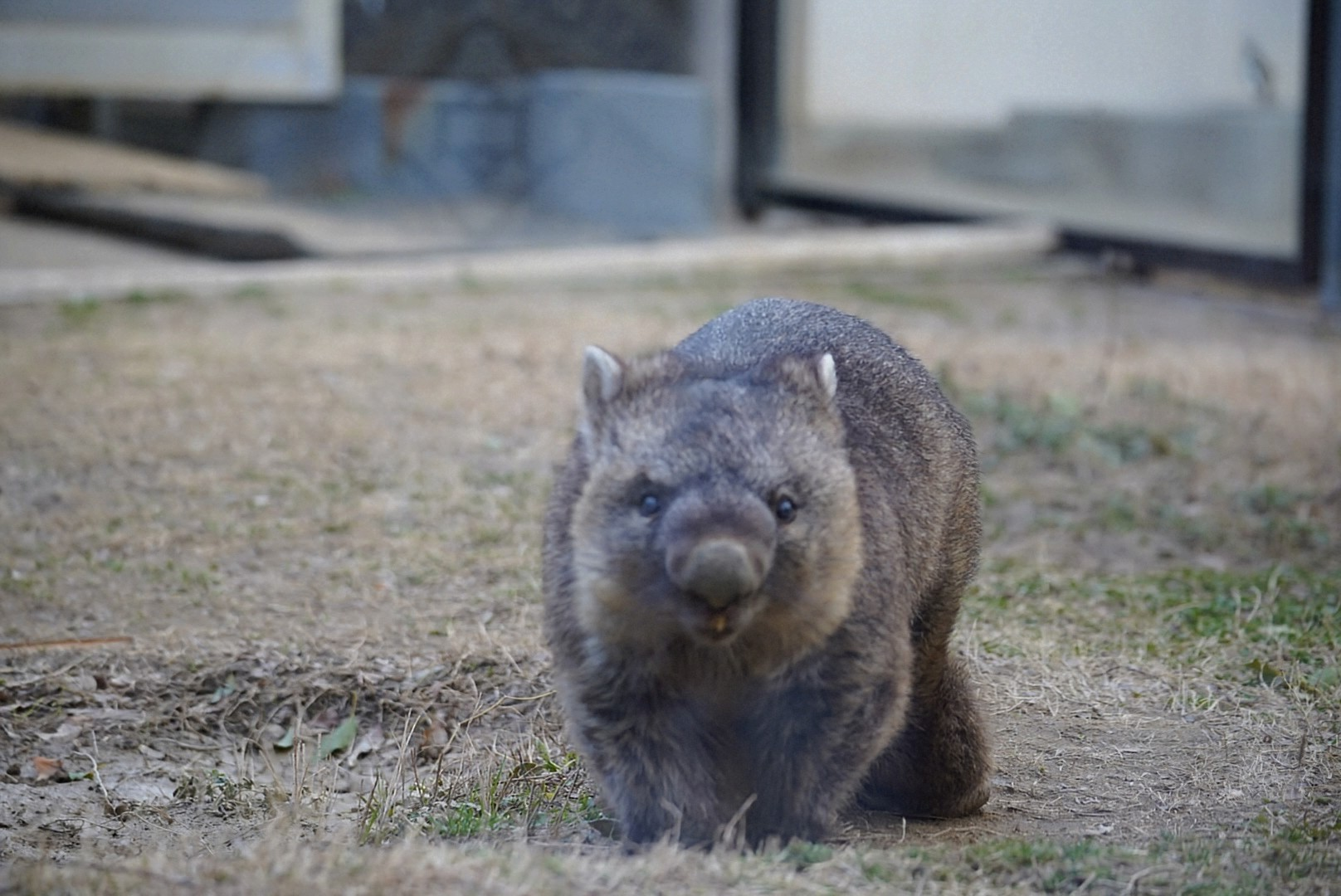
ワイン (ウォンバット)

ワイン（1989年1月頃 - ）は大阪府の池田市立五月山動物園で飼育されているオスのヒメウォンバットである。豪名「Wain」。1989年1月ごろ、オーストラリア・タスマニア州にて誕生し、1990年5月から五月山動物園で飼育されている。2022年、史上最高齢の飼育されたウォンバットとしてギネス世界記録に認定された。体重は18 - 20 kg。来園者からは「ワインさん」の愛称で親しまれている。

## 来歴
1989年1月ごろ、オーストラリア・タスマニア州にて誕生。交通事故で死亡した母親の袋の中から助け出され、同年11月トロワナワイルドライフパーク（現トロワナワイルドライフサンクチュアリ）に保護される。
1990年5月、池田市とローンセストン市の姉妹都市提携25周年を記念して、ワンダー（雌）、ティア（雌）とともに五月山動物園に来園する。来日した当初は、ややマゼンダっぽく光沢のある毛並みがワイン色のようだったということから、ワインという名がついた。1992年には、ワンダーとの間にサツキ(雌)が誕生、続く1993年にはサクラ（雌）が誕生する。同年、日本動物園水族館協会より繁殖表彰を受賞する。
2009年4月から「ウォンバットてれび」が園内に設置され、24時間ライブ中継で同園のウォンバットが観察できるようになる（2024年6月からは動物園リニューアルに伴い休止中）。2017年、長年連れ添ったワンダーが死亡した。
2022年1月に33歳となり、同年2月「史上最高齢の飼育されたウォンバット」・「存命中の最高齢の飼育されたウォンバット」として2つのギネス世界記録に認定された。2022年以降、毎年2月11日にワインのお誕生日会が開かれている。

## 特徴
人工哺育で育ったため、温厚で人懐こい性格である。
丸い瞳と大きな鼻が特徴で、左回りに回るクセがある。
長年パートナーであったワンダー（2017年死去）とは仲が良く、おしどり夫婦であった。
虫の羽音が苦手。
ウォンバットは本来巣穴を掘って生活するが、ワインは穴掘りが苦手である。
同動物園で飼育されているユキ（雌）のことを気に入っており、フェンス越しに接する姿が頻繁に目撃されている。